# Carpi
Carpi je italské město v oblasti Emilia-Romagna, druhé největší a nejdůležitější město provincie Modena.
Z období renesance pochází náměstí Piazza dei Martiri, ve městě se dále nachází barokní katedrála Nanebevzetí Panny Marie.
V Carpi leží třetí největší náměstí v Itálii.

## Vývoj počtu obyvatel
Počet obyvatel

## Osobnosti města
- Camilla Pio di Savoia (asi 1440 – 1504), šlechtična, abatyše a členka řádu chudých sester svaté Kláry
- Liliana Cavani (* 1933), filmová režisérka